# 和世泰
和世泰（1781年—1851年），鈕祜祿氏，鑲黃旗滿洲人，清朝政治人物、清朝兵部尚書、孝和睿皇后之弟。
曾任理藩院尚书。嘉慶二十四年九月癸酉，接替松筠，擔任清朝兵部尚書，后革。由伯麟接任。二子：景恩（豐紳濟倫女婿）、崇恩。